# チンコ坊主
チンコ坊主（チンコぼうず）は、北海道で栽培されていたイネの品種。同じく北海道で育成されたイネ品種の「坊主」から派生したと考えられるが、来歴は不詳。北海道農事試験場上川支場（現在の北海道立総合研究機構農業研究本部上川農業試験場）で分離育種された「チンコ坊主1号」「チンコ坊主2号」が優良品種となっている。品種名の由来については諸説ある（後述）。

## 品種特性
熟期は中生。草型は当時としては珍しい穂数型で多収。無芒でやや短稈。北海道農事試験場上川支場による1925年（大正14年）の品種試験によると、草丈は86.7cm、穂長は16.4cmとなっている。
耐冷性に優れるが、いもち病抵抗性は弱く、稈が細く柔らかいため耐倒伏性も弱い。

## 歴史

### 育成
上川地方で作られていた「坊主」の系統と思われるが、詳細は不明。明治末期から大正初期に道央で選出されたと考えられる。1918年（大正7年）に北海道農事試験場上川支場で分離育種が開始され、1924年（大正13年）に「チンコ坊主1号」と「チンコ坊主2号」が優良品種となっている。

### 普及
上川地方・空知地方・十勝地方を中心に広く栽培され、1931年（昭和6年）には、上川支庁・留萌支庁・宗谷支庁管内で「坊主」「坊主6号」に次ぐ13.5%の作付面積を占めた。特に十勝地方では「坊主6号」と同程度に栽培された。しかし、その後は「走り坊主」「富国」「農林20号」などの交雑品種の普及によって1935年（昭和10年）頃から「チンコ坊主」の作付は減少し、やがて栽培されなくなった。

## 品種名の由来
「坊主」とは芒のない品種を意味するが、「チンコ」と付けられた由来については見解が分かれている。
一つは、「チンコ坊主」がやや短稈で、穂先の高さが、成人男子の股間の位置にあったからというものである。北海道立上川農業試験場の元場長である佐々木多喜雄は、1991年（平成3年）5月15日付の『てん菜協会だより』第19号掲載の「学説・俗説・毒説」と題するコラムに記された、「この系統は田の中に人が立つと股の下までしかないのでチンコ坊主と名付けられた」というくだりがその初出と思われるとする。2006年（平成18年）にテレビ番組『トリビアの泉 〜素晴らしきムダ知識〜』で「チンコ坊主」が取り上げられた際には、独立行政法人農業生物資源研究所の奥野員敏が、品種名の由来として「成熟した時の高さがちょうど男性の股間の高さになることから『チンコ坊主』という名前がついた」と解説した。また、2019年（令和元年）発行の大渕希郷著『へんななまえのいきもの事典 -どうしてこうなった!?-』でも、「成熟した時の高さがちょうど男性の股間の高さに達するため」としている。
ただし、前述の『てん菜協会だより』のコラムを目にした佐々木多喜雄は、「それ迄、イネの品種改良に31年ずっと携わってきて、新旧品種名の由来に関心を持ってきたが、『チンコ坊主』の命名由来に触れたそのものを目にしたのはこれが初めてで、この種の話を耳にしたこともなく、それを記した文献や資料を目にしたことは無かった」と驚いたという。そして、いかに「チンコ坊主」が当時の他の品種より短かったとはいえ草丈は87cmあり、穂が垂れることを考慮して穂長を除いたとしても70cmであることから、当時の平均身長から考えてとても股下には入りそうにないと、「股間の高さ」説を否定している。さらに、初出がイネと関係のないてん菜の広報誌に掲載された無署名のコラムで、出典もなく、その記述には誤りも多いことから、「股間の高さ」説は「作り話によるチン（珍）説の部類」と評した。その上で佐々木は、「チンコ」という言葉の原義は「小さい」であることから、「チンコ」＝「珍子」（「草丈が小さい珍しい変わりだね」）の意味であろうとして、単純に原品種と考えられる「坊主」より小さかったために名付けられたと考えるのが妥当としている。

## 関連品種

### 純系選抜種
- チンコ坊主1号 - 熟期は中生で、耐倒伏性はやや弱、耐病性は弱[14]。
- チンコ坊主2号 - 熟期は早生で、耐倒伏性は中、耐病性はやや弱[14]。

なお、「農林9号」の種子親である「早生チンコ」も「チンコ坊主」から選出されたと推測されるが、来歴は不詳である。

## 取り上げた番組
- トリビアの泉 〜素晴らしきムダ知識〜

フジテレビ系列で2006年（平成18年）2月1日に放送されたNo.886「お米には『チンコ坊主』という種類がある」で紹介され、82へぇで金の脳を獲得した。独立行政法人農業生物資源研究所の奥野員敏が、品種名の由来を「股間の高さ」説から解説している。
- ラブ米 -WE LOVE RICE-

TOKYO MXで2017年（平成29年）6月14日に放送された第11膳「やっと出たちんこ坊主」に、「ちんこ坊主（CB）」として登場。声優は、杉田智和。